# Ulee Barat (Simpang Tiga)
Ulee Barat is een bestuurslaag in het regentschap Pidie van de provincie Atjeh, Indonesië. Ulee Barat telt 440 inwoners (volkstelling 2010).